# HD 10180 e
HD 10180 e è un pianeta extrasolare che orbita intorno alla stella di tipo solare HD 10180 distante circa 128 anni luce dalla Terra, nella costellazione dell'Idra Maschio.

## Scoperta
HD 10180 e fu scoperto il 24 agosto 2010 da un gruppo di ricerca guidato da Christophe Lovis, dell'università di Ginevra, che individuò i vari componenti del sistema.
I pianeti sono stati rilevati utilizzando lo spettrografo HARPS, in collaborazione con il telescopio ESO di 3,6 metri a La Silla in Cile, utilizzando la spettroscopia Doppler.

## Parametri orbitali

Rappresentazione delle orbite dei sette pianeti. L'orbita contrassegnata dalla lettera e è quella corrispondente a HD 10180 e.

HD 10180 e è un pianeta extrasolare gigante gassoso avente una massa pari a circa venticinque volte quella terrestre, cioè pari a circa otto centesimi della massa gioviana. Al momento avere dati quali periastro ed afastro e il raggio non è possibile, è nota solo la massa minima planetaria poiché l'inclinazione dei pianeti non è nota.
Il pianeta dista circa quaranta milioni di chilometri dalla stella, e percorre l'orbita intorno all'astro madre in quasi cinquanta giorni.

### Generiche
- Gigante gassoso
- Pianeta extrasolare

### Riferite al sistema
- HD 10180
- HD 10180 c
- HD 10180 d